# 馬丁內斯 (布宜諾斯艾利斯省)

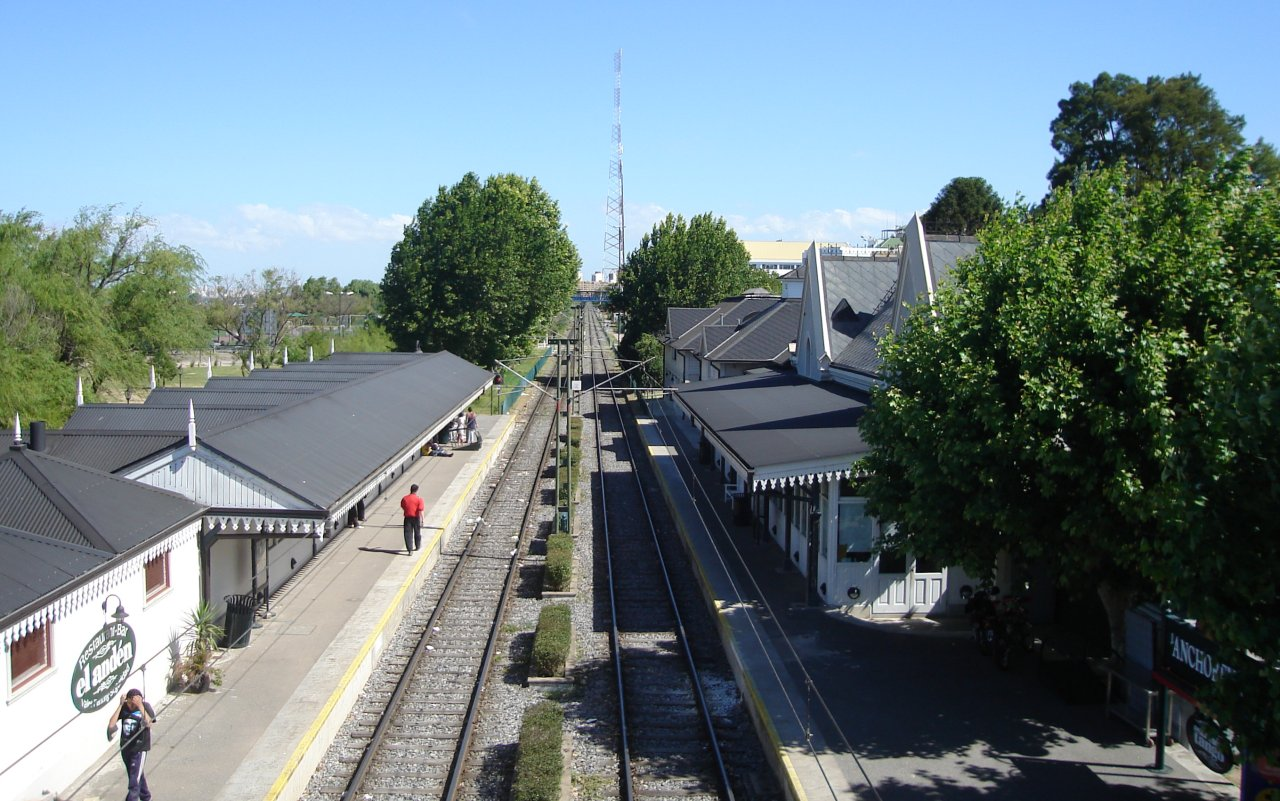
馬丁內斯

馬丁內斯是阿根廷的城市，位於該國東部，由布宜諾斯艾利斯省負責管轄，海拔高度18米，鎮上於1988年啟用的大型購物中心是全國規模最大，2001年人口65,859。

## 外部連結
- History of Martínez
- News site for San Isidro Partido